# Xam’d: Lost Memories
Xam’d: Lost memories (яп. 亡念のザムド Бонэн но Дзамудо) — аниме-сериал студии Bones, начавший свою трансляцию в северной Америке эксклюзивно Playstation Network (сервис для PlayStation 3 и PlayStation Portable. Сериал также будет адаптирован в серию манги.

## Сюжет
Через семнадцать лет после окончания великой войны мир по-прежнему остаётся хрупок и в любой момент готов перерасти в полномасштабные боевые действия.
Жизнь старшеклассника Акиюки меняется после того как в результате автокатастрофы он превращается в странное существо Ксам’д. Вскоре на город, в котором он жил, нападают, и он вместе с другими вынужден участвовать в сражениях.

## Персонажи
- Акиюки Такэхара (яп. 竹原 アキユキ Такэхара Акиюки)

Ученик старшей школы. По натуре харизматичный и отзывчивый. Он живёт вместе с матерью, которая когда-то разошлась с его отцом, но они не в разводе. Его лучшие друзья — Хару и Фуруити. Однажды он попадает в катастрофу — школьный автобус был взорван членом религиозного культа, а затем неизвестное сияющее существо приземляется прямо на руку Акиюки и сливается с его кожей. Акиюки превращается в странное белое создание и сразу вступает в бой с человекоподобным оружием, атаковавшим место взрыва автобуса. Успешно победив противника, Акиюки оказывается подчинён таинственной женщиной по имени Накиями, которая требует, чтобы он отправился вместе с ней, иначе он превратится в камень. Они отправляются на корабль «Занбани», где Акиюки предстоит научиться сосуществовать с существом, живущим внутри него.
Сэйю — Ацуси Абэ
- Хару Нисимура (яп. 西村 ハル Нисимура Хару)

Подруга Акиюки, прекрасно владеет боевыми искусствами. Она впервые столкнулась с Ксам'дом около разрушенного автобуса, и позднее осознала связь между Ксам'дом и Акиюки. Когда Акиюки был отправлен на «Занбани», Хару начала переписываться с ним, всё ещё надеясь когда-нибудь его увидеть. Её желание быть с Акиюки ставит под угрозу её дружбу с Фуруити. Позднее она признаётся Фуруити, что любит Акиюки.
Сэйю — Фумико Орикаса
- Фуруити Тэраока (яп. 寺岡 フルイチ Тэраока Фуруити)

Друг Акиюки. Он, как и Хару, занимается боевыми искусствами. В отличие от Акиюки, Фуруити более серьёзен. Фуруити присоединяется к «Mainsoul» и демонстрирует блестящие навыки в борьбе против Ксам'да. Он сам стал Ксам'Дом после взрыва в автобусе.
Сэйю — Синносукэ Татибана
- Накиями (яп. ナキアミ)

Главная героиня сериала. Она живёт на почтовом корабле «Занбани». Накиями многое знает о Ксам'де и помогает Акиюки научиться контролировать свои силы. Она желает, чтобы в мире не существовало конфликтов.
Сэйю — Юко Сампэй
- Исю Бэникава (яп. 紅皮 伊舟 Бэникава Исю)

Капитан корабля «Занбани». Волевая и независимая, она обычно тратит лишние деньги на покупку оружия и боеприпасов. Внешне она довольно сурова, для поддержания порядка в рядах команды может даже применить силу, но всё же иногда бывает более мягкой по отношению к команде.
Сэйю — Юми Тамаи

## Список серий
| Список серий | Список серий | Список серий      | Список серий |
| № серии      | Заглавие | Трансляция        |              |
| ------------ | --- | ----------------- | ------------ |
| 01           | Xam'd At The Dawn Of War «Zamudo Kagerō ni Arawaru» (ザムド 陽炎に現る)                                                                      | 24 сентября, 2008 |              |
| 02           | Blackout On Sentan Island «Sentan-tō Shikō Teishi» (尖端島 思考停止)                                                                         | 24 сентября, 2008 |              |
| 03           | The Way To Freedom «Gisō Kokusai Yūbinsen» (偽装 国際郵便船)                                                                                 | 1 октября, 2008   |              |
| 04           | Enlightenment «Kono Yo ni Hibiku Miminari no Kazukazu» (この世に響く 耳鳴りの数々)                                                           | 1 октября, 2008   |              |
| 05           | Shattered Bonds «Chōtei suru Mono Shinai Mono» (調停する者 しない者)                                                                         | 8 октября, 2008   |              |
| 06           | Live Fire «Haru to Kyokutō Jichiku» (ハルと極東自治区)                                                                                       | 8 октября, 2008   |              |
| 07           | Guardians of Stone «Kitsuritsu Seou wa Inochi ka Nekomata ka» (屹立 背負うは命か猫股か)                                                      | 15 октября, 2008  |              |
| 08           | Showdown at Tsumebara Pass «Tsumebara Tōge no Hitogata-gari» (詰腹峠のヒトガタ狩り)                                                          | 15 октября, 2008  |              |
| 09           | The Astonishing Raigyo «Mizu mo Shitataru Tsunomata Raigyo» (水もしたたる角股雷魚)                                                           | 22 октября, 2008  |              |
| 10           | Moving On «Kako Omoi Kiru» (過去 重い斬る)                                                                                                   | 22 октября, 2008  |              |
| 11           | Assault: The Zanbani «Shūgeki Zanbani-gō» (襲撃 ザンバニ号)                                                                                  | 29 октября, 2008  |              |
| 12           | Flowers blooming into the Dark «Kurayami de Saku Hana» (暗闇で咲く花)                                                                        | 29 октября, 2008  |              |
| 13           | Running Barefoot «Tada Hadashi de Hashiru Shikanai» (タダ 裸足デ走ルシカナイ)                                                                | 5 ноября, 2008    |              |
| 14           | Cerulean Skies «Ao Sugiru Sora» (蒼スギル空)                                                                                                 | 12 ноября, 2008   |              |
| 15           | Souls at Peace «Mama Nemureru Tamashii» (まま 眠れる魂)                                                                                      | 19 ноября, 2008   |              |
| 16           | Burning in Our Wake «Tojō no Kisetsu ga Moe Ochiru» (途上の季節が炎え墜ちる)                                                                 | 26 ноября, 2008   |              |
| 17           | Lambs to the Altar «Kohitsuji to Oborozuki» (子羊とオボロ月)                                                                                 | 3 декабря, 2008   |              |
| 18           | What Can you See From There «Soko kara Nani ga Mieru ka» (そこから何が見えるか)                                                              | 10 декабря, 2008  |              |
| 19           | Sudden Outbreak: Romance Flowers Bloom «Gūhatsu Romansu Kaika» (偶発 ロマンス開花)                                                           | 17 декабря, 2008  |              |
| 20           | Watered with Tears «Namida Saku Chiruauto» (涙咲く 散る会うと)                                                                               | 24 декабря, 2008  |              |
| 21           | Sanctuary Breached «Kinryōku Sennyū "Naitara Make da" Fusa wa Zutto Sō Omotteita» (禁猟区潜入 「泣いたら負けだ」 フサはずっとそう思っていた) | 31 декабря, 2008  |              |
| 22           | Tojiro and Ryuzo «Tōjirō to Ryūzō» (凍二郎とリュウゾウ)                                                                                      | 7 января, 2009    |              |
| 23           | Hiruken Emperor Born «Tanjō Hiruken Kōtei» (誕生 ヒルケン皇帝)                                                                               | 14 января, 2009   |              |
| 24           | Voices From Beyond «Naki Tamashii no Kaikō» (亡き魂の邂逅)                                                                                   | 21 января, 2009   |              |
| 25           | Nakiami and Sannova «Nakiami to Sannōba» (ナキアミとサンノオバ)                                                                              | 28 января, 2009   |              |
| 26           | The Great Rock and the Girl «Ōkina Ishi to Shōjo» (大きな石と少女)                                                                           | 4 февраля, 2009   |              |

## Музыка
Открывающая композиция
- «Shut Up And Explode» (песня Boom Boom Satellites из их 6-го альбома Exposed).

Закрывающая композиция
- «Vacancy» (исполняет Kylee)